# Lhota za Červeným Kostelcem
Lhota za Červeným Kostelcem (německy Lhota hinter Rothkosteletz) je velká vesnice, část města Červený Kostelec v  okrese Náchod. Nachází se asi 1,5 km ssz. od Červeného Kostelce. Sídlem protéká potok Olešnice a probíhá jím silnice I/14. V roce 2009 zde bylo evidováno 404 adres. V roce 2001 zde trvale žilo 1272 obyvatel.
Lhota za Červeným Kostelcem je také název katastrálního území o rozloze 3,78 km2.

## Pamětihodnosti
- Lípa na Východní, památný strom (50°28′51″ s. š., 16°4′43″ v. d.)
- Lípa svobody[7] (50°28′58″ s. š., 16°4′54″ v. d.)
- Pomník obětem 1. světové války (50°29′2″ s. š., 16°4′56″ v. d.)Pomník obětem 1. světové války

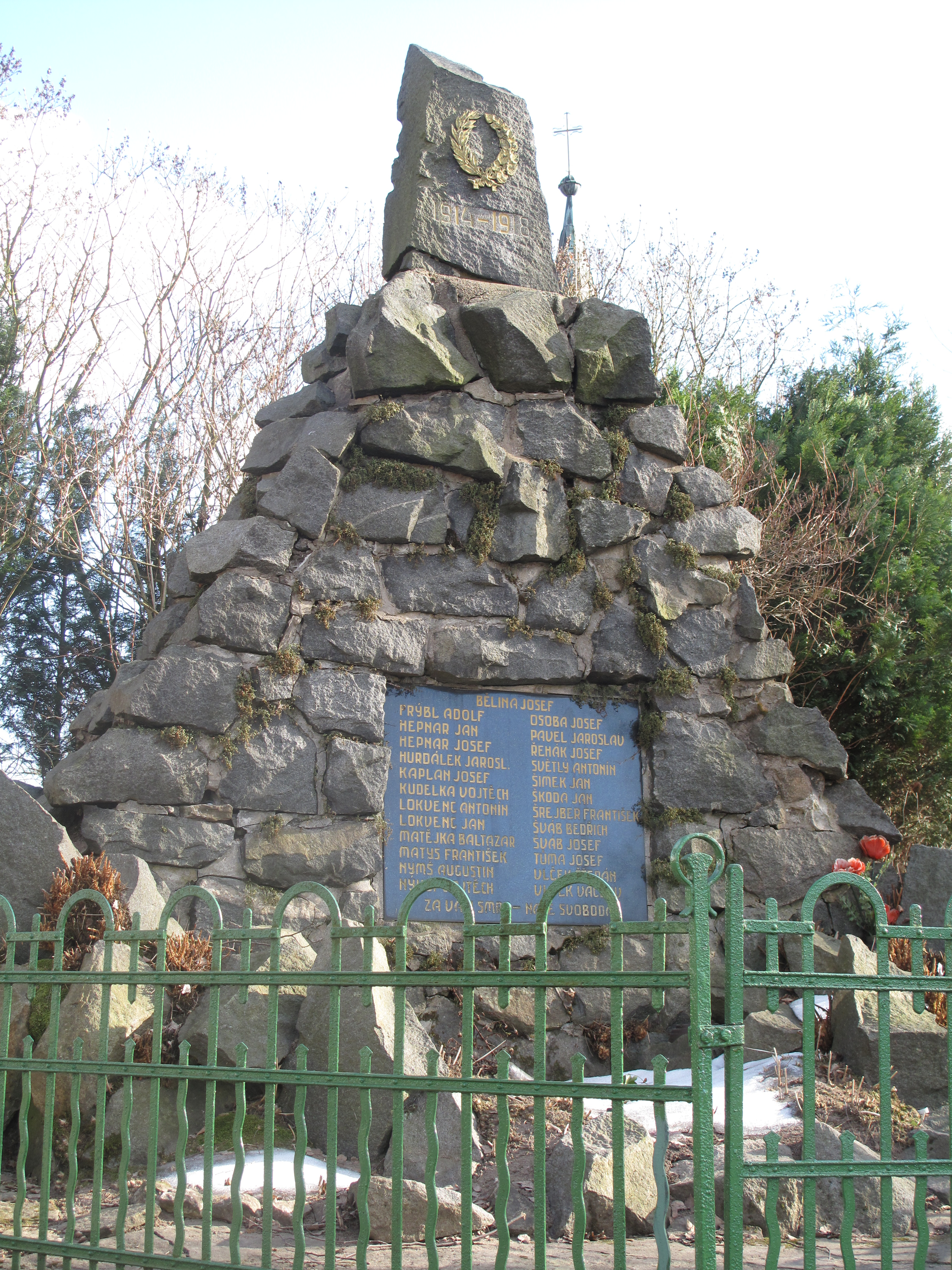
Pomník obětem 1. světové války